# ギ酸カリウム
ギ酸カリウム（英: Potassium formate）はギ酸のカリウム塩である。

## 性質
吸湿性がある白色固体である。

## 利用
還元剤として用いられる。
酢酸カリウムの代替品として滑走路の融雪剤として用いられるほか、道路で使用する環境に優しい融雪剤としての利用が研究されている。
ギ酸カリウム溶液は他の液体冷却材よりも腐食性があり、特に亜鉛とアルミニウムに対しては高い腐食性を示すが、優れた熱伝導を示すことから不凍液に使用されることがある。